# JCSAT-8
JCSAT-8は、JSAT社(現・スカパーJSAT)が打ち上げ、運用している通信衛星。メーカーはヒューズで、2002年3月27日にアリアン4ロケットにより打ち上げられた。